# Ziemia Arnhema

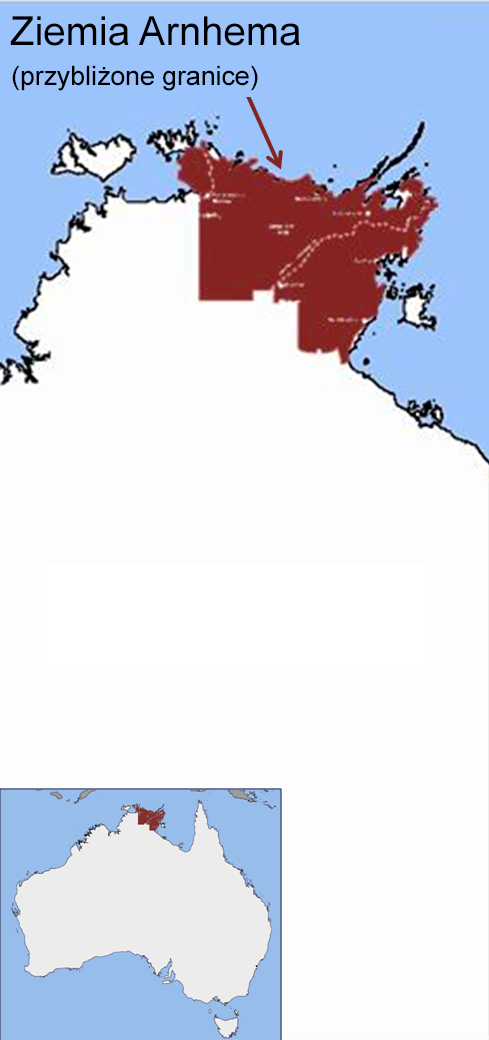
Przybliżone położenie półwyspu

Ziemia Arnhema – półwysep na północy Australii pomiędzy Morzem Timor, Morzem Arafura i Zatoką Karpentaria o powierzchni 425 000 km². Wybrzeża są dobrze rozwinięte z wieloma zatokami i wyspami przybrzeżnymi. Wnętrze wyżynne średnio 300–500 m n.p.m. Rzeki: Roper, Daly, Alligator Rivers. Większość półwyspu to sawanna, na wybrzeżach lasy podrównikowe, wzdłuż wybrzeży rosną namorzyny. Główne miasto i port to Darwin. Występują tu liczne złoża surowców mineralnych: rudy miedzi, uranu, boksytów oraz rudy wolframu. 
Największy w Australii rezerwat Aborygenów leżący na Terytorium Północnym, założony w 1931, na wschód od miasta Darwin. Nazwa pochodzi od holenderskiego statku, który opłynął tę część wybrzeża w 1623. Początkowo przyjęta była dla północnej części Australii, ale od 1931 roku odnosi się tylko do rezerwatu. Powierzchnia wynosi ok. 97 tys. km², mieszka tam około 10 tys. osób. Większość ludności skupiona jest w strefie nadbrzeżnej. Na półwyspie Gove eksploatowane są boksyty. W rezerwacie znajdują się malowidła naskalne. Od 1972 znajduje się tam czynna huta aluminium. Od zachodu rezerwat graniczy z Parkiem Narodowym Kakadu.

## Galeria

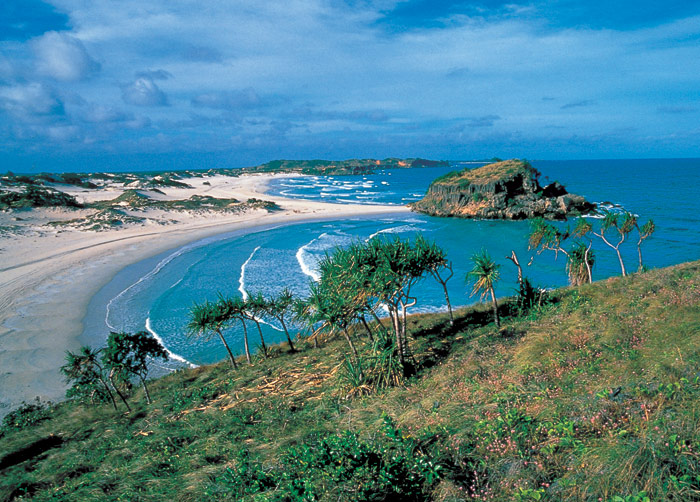
Kakadu
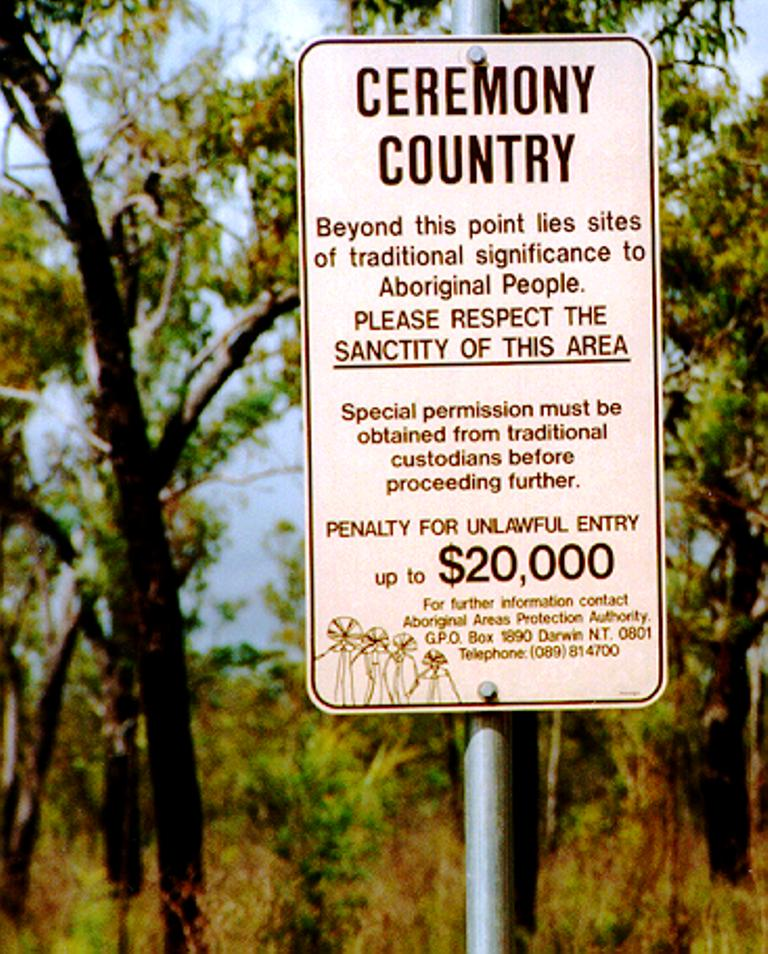
Wstęp na niektóre obszary jest możliwy tylko za pozwoleniem Aborygenów
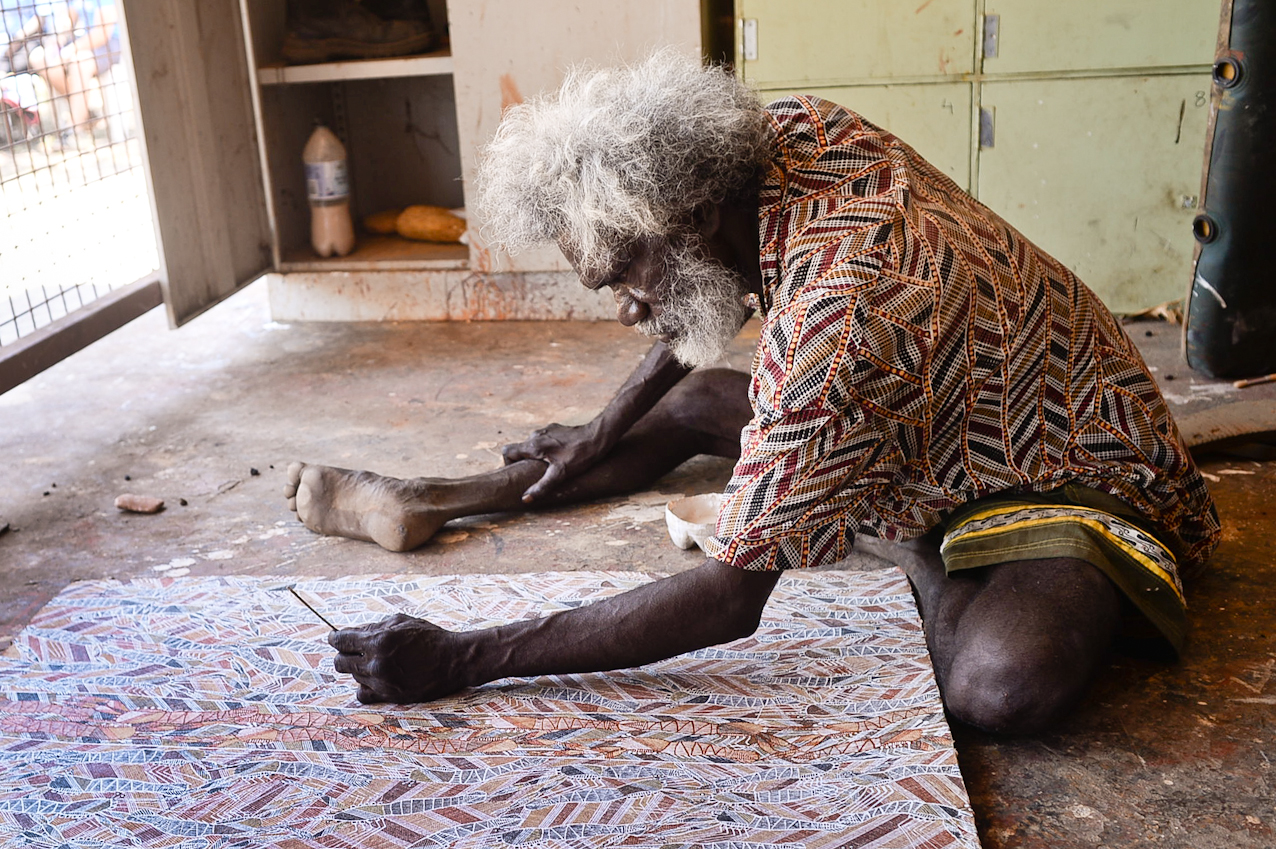
Aborygeński artysta mieszkający na półwyspie
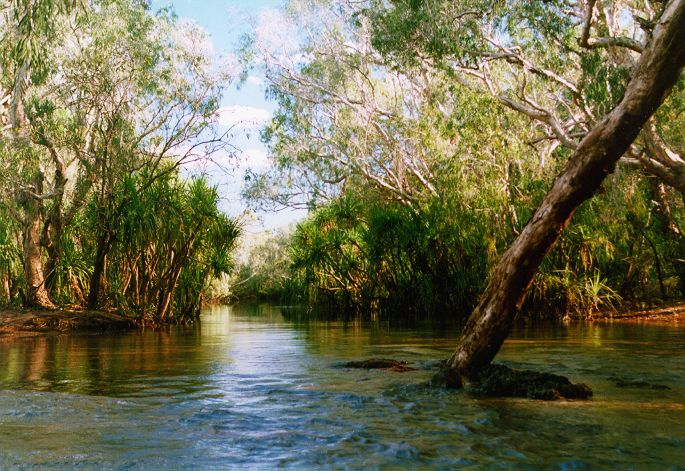
Rzeka Goyder